# David A. Prior
David Arthur Prior, mer känd som David A. Prior, född 5 oktober 1955 i Newark i New Jersey, död 16 augusti 2015 i Mobile i Alabama, var en amerikansk regissör, manusförfattare och producent. Han ligger bland annat bakom regin i filmerna Aerobi-cide, Future Force och Good Cop, Bad Cop. Han är bror till skådespelaren och bodybuildern Ted Prior, som han har gjort en del samarbeten med.

## Filmografi (i urval)
| 1987 | Aerobi-cide        | Ja | Ja | Medproducent | Även klippare |
| 1989 | Future Force       | Ja | Ja | Nej          |               |
| 1994 | Good Coop, Bad Cop | Ja | Ja | Nej          |               |